# Caocsuang
Caocsuang (kínaiul 枣庄) prefektúra szintű város Kínában, Santung tartományban. Lakosainak száma 3 855 601 fő (2020).

## Népesség
| 2010 | 3 729 140 |
| 2020 | 3 855 601 |